# Mónica Calzetta Ruiz
Mònica Calzetta Ruiz (Genève, 29 novembre 1972) est une joueuse d'échecs espagnole des îles Baléares, qui a le titre de Grand maître international féminin (GMF) depuis 2003,. Elle est l'une des joueuses espagnoles les plus reconnues, depuis le milieu des années 1990. Elle a gagné sept fois le championnat d'Espagne féminin.

## Biographie
Fille d'un père italien et d'une mère espagnole, sa famille déménage quand elle a six ans à Palma de Majorque, où elle habite toujours. Elle est mariée au Maître international Sergio Estremera Paños.

## Résultats remarquables en compétition
En 1992, elle atteint la quatrième place au Championnat du monde des étudiants, joué à Anvers. Cette même année, elle participe à la 75e Olympiade d'échecs avec l'équipe espagnole formée par Nieves Garcia, Maria Luisa Cuevas, Monica Vilar et elle-même.

### Participation aux championnats du monde féminins (1999 et 2000)
En 1995, elle participe au tournoi interzonal féminin de Chișinău, et gagne le tournoi ouvert de Chambéry
En 1999, elle participe au tournoi de Saint-Vincent, ayant alors pour entraîneur son époux, Sergio Estremera Paños. Au cours de ce tournoi, elle se qualifie pour le cycle du Championnat du monde d'échecs féminin de 2000, à New Delhi, où elle perd au premier tour contre Corina-Isabela Peptan.
En 2006, obtient la troisième place au tournoi ouvert de Chambéry (après le champion Yuri Solodovnichenko et József Horváth),. En 2008, à nouveau à Chambéry, elle atteint ma troisième place au 1er Master de Chambéry (après le champion Mikhaïl Ivanov et Yuri Solodovnichenko), au cours duquel elle atteint une norme nécessaire pour obtenir le titre (mixte) de Maître International,.

### Championne d'Espagne
Calzetta participe plusieurs fois aux finales du Championnat d'Espagne féminin individuel, qu'elle remporte sept fois (1997, 2000, 2002, 2004, 2005, 2007, 2009), atteignant la finale deux fois (1996, 1999),.
Du fait de ses performances, le conseiller au sport et à la jeunesse du Gouvernement des Îles Baléares, Mateo Cañellas, signe un contrat de sponsoring entre la Fondation Illesport et Mònica Calzetta, pour la saison 2009. En 2010, au tournoi célébré à Arvier (Vallée d'Aoste), tenu entre le 4 et le 12 septembre, elle devient championne féminine de l'Union Européenne,.

### Participation aux compétitions par équipes
Calzetta a représenté l'Espagne aux Olympiades d'échecs célébrées entre le 1992 et le 2012, (cinq fois comme première échiquier) et sept fois, entre le 1997 et le 2011 au Championnat d'Europe d'échecs par équipe (trois fois comme première échiquier),.
Mónica Calzetta Ruiz devient championne du monde senior en 2023.